# Prohibiție

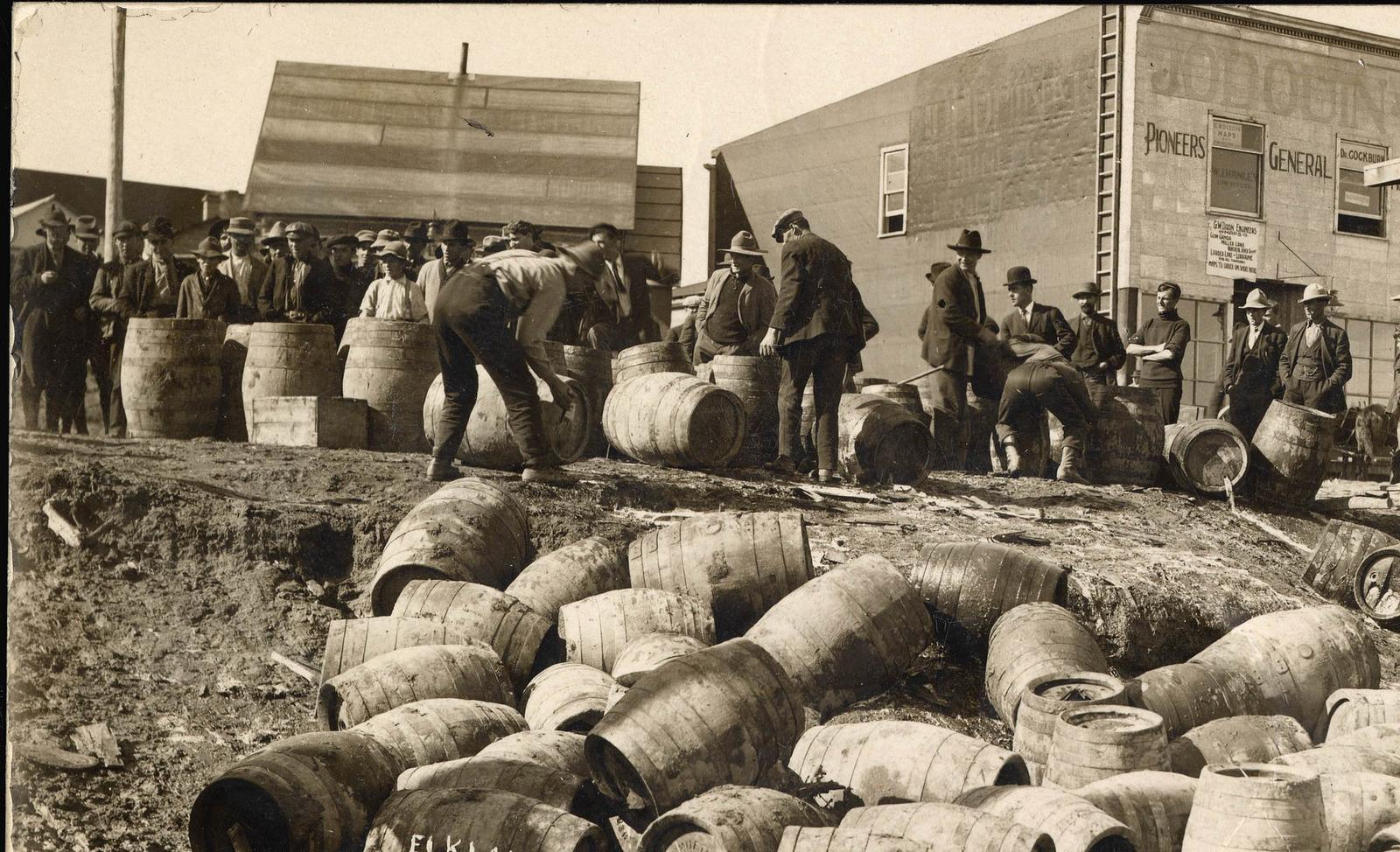
Un raid al poliției soldat cu confiscarea alcoolului în Elk Lake, Canada, în anul 1925.

Prohibiția este o măsură legislativă sau administrativă prin care se interzice fabricarea, depozitarea în butoaie sau sticle, transportul, vânzarea, deținerea și consumul de alcool, inclusiv de băuturi alcoolice, sau o perioadă de timp în care este aplicată o astfel de măsură.

## Istoric

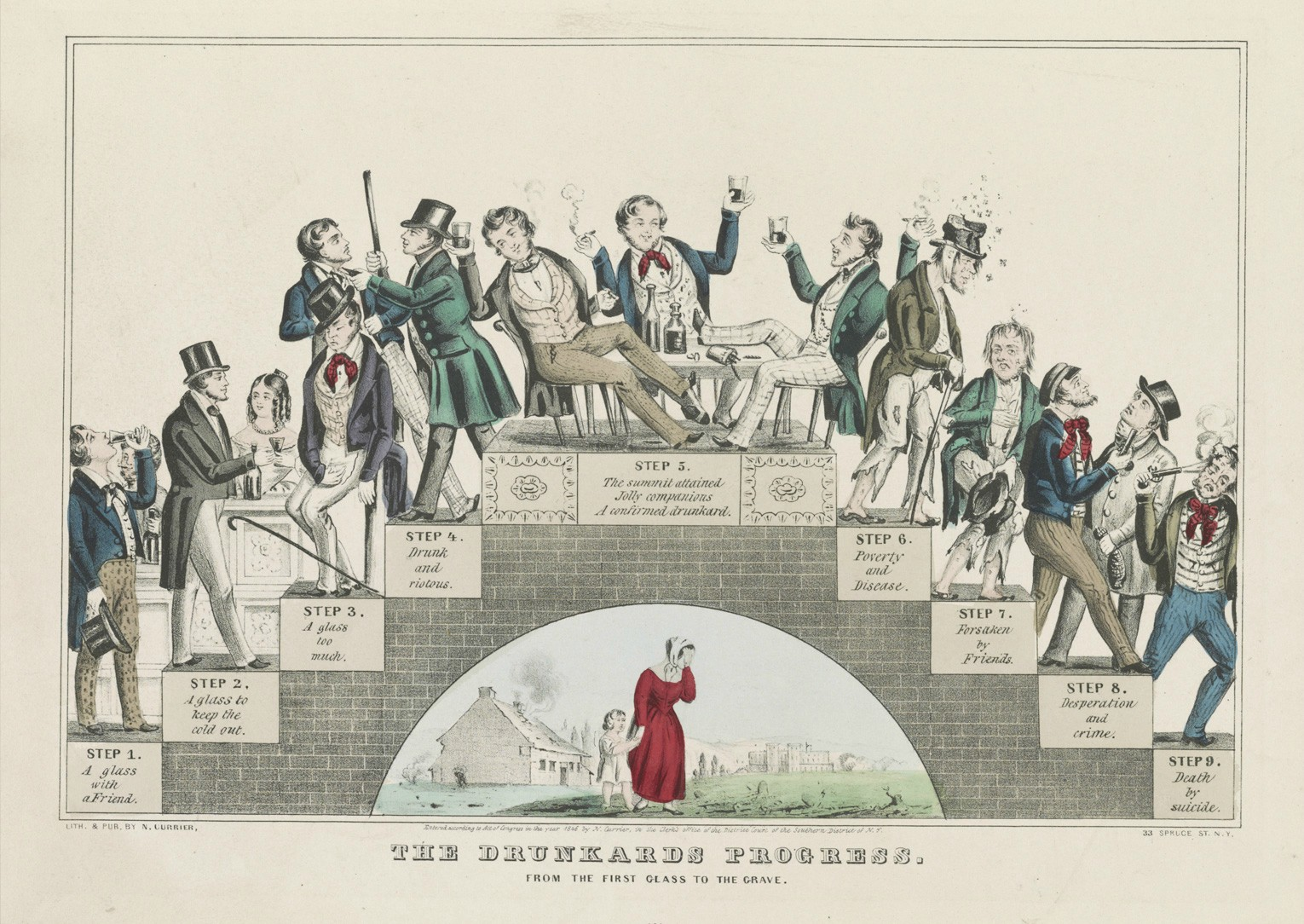
Evoluția bețivului: O litografie de Nathaniel Currier în sprijinul cumpătării, ianuarie 1846.

Cele mai vechi mențiuni documentare ale prohibiției alcoolului datează din perioada dinastiei Xia (cca. 2070 î. Hr.–cca. 1600 î.Hr.) în China. Yu cel Mare, primul monarh al dinastiei Xia, a interzis alcoolul în tot regatul. El a fost legalizat din nou după moartea lui, în timpul domniei fiului său, Qi. 
O altă mențiune este în Codul lui Hammurabi (cca.1772 Î. hr.) care interzicea în mod special vânzarea de bere pentru bani. Ea putea fi doar dată la schimb pentru orz: „Dacă o vânzătoare de bere nu primește orz ca preț pentru bere, ci primește bani, sau dacă prețul berii este mai mic decât prețul orzului, ea trebuie condamnată și aruncată în apă.”
În lumea occidentală, marea problemă morală a secolului al XIX-lea a fost sclavia, dar odată ce bătălia a fost câștigată, moraliștii sociali au trecut la următoarele lor obiective, iar unul dintre ele a fost prohibiția. În secolul al XX-lea, un impuls major al politicii prohibiției în țările nordice și America de Nord s-a datorat convingerilor morale ale protestanților. Prohibiția a coincis în Occident cu acordarea dreptului de vot pentru femei și cu angajarea femeilor ca parte a procesului politic care a sprijinit puternic măsurile de reducere a consumului de alcool.
În prima jumătate a secolului al XX-lea au existat perioade de prohibiție a băuturilor alcoolice în mai multe țări:
- 1907-1948 în Insula Prince Edward[6] și pentru perioade mai scurte în alte provincii ale Canadei
- 1907-1992 în Insulele Feroe; importurile private limitate din Danemarca au fost permise începând din 1928
- 1914-1925[7] în Imperiul Rus și Uniunea Sovietică
- 1915-1933 în Islanda (berea a fost încă interzisă până în 1989)[8]
- 1916-1927 în Norvegia (vinul și berea au fost, de asemenea, interzise din 1917 până în 1923)
- 1919 în Republica Sovietică Ungară, 21 martie-1 august; numită szesztilalom
- 1919-1932 în Finlanda (numită kieltolaki, „legea interdicției”)
- 1920-1933 în Statele Unite ale Americii

După mai mulți ani, prohibiția a eșuat în America de Nord și în alte părți. Contrabanda cu alcool a devenit larg răspândită și grupurile de crimă organizată au preluat controlul distribuției de alcool. Fabricile de bere și distileriile din Canada, Mexic și Caraibe s-au dezvoltat deoarece produsele lor au fost consumate de turiștii americani sau exportate ilegal în Statele Unite. Chicago a devenit cunoscut ca un paradis al contrabandei în perioada cunoscută ca Roaring Twenties. Prohibiția a ajuns la capăt la sfârșitul anilor 1920 sau începutul anilor 1930, în cele mai multe state din America de Nord și Europa, deși ea a mai continuat timp de mai mulți ani în unele zone.
În unele țări în care religia dominantă interzice consumul de alcool, producția, vânzarea și consumul de băuturi alcoolice este interzisă sau restricționată și în prezent. De exemplu, alcoolul este interzis în Arabia Saudită și Libia, în timp ce în Pakistan și Iran este ilegal, cu unele excepții.

## Alegeri
În multe țări din America Latină, Filipine, Turcia și mai multe state ale SUA, vânzarea, dar nu și consumul de alcool este interzisă, înainte și în timpul alegerilor.